# I Am Josh Polonski's Brother
Pour plus de détails, voir Fiche technique et Distribution.
I Am Josh Polonski's Brother est le second volet de la trilogie tournée par Raphaël Nadjari à New York, ouverte avec The Shade et qui se terminera par Apartment #5C, avant son départ pour Israël. Il est sorti sur les écrans le 6 juin 2001.

## Synopsis
Ben, Abe et Josh Polonski, trois frères d'une famille juive ashkénaze pratiquante, tiennent un magasin de tissus dans Orchard Street, la rue la plus commerçante du Lower East Side. Soudain, Josh est abattu devant le magasin sous les yeux de Abe. Ben, l'aîné et indiscutablement la figure paternelle de la famille aux côtés de leur mère seule, tente de faire le clair dans les comptes bancaires de son frère mort et se rend compte de l'étendue de sa double vie, dont on apprendra ensuite qu'il était secrètement informé, au point de lui avoir coupé les vivres. Un acolyte de Josh, le proxénète Igor, vient au magasin présenter ses condoléances, mais Ben le chasse brutalement. Pour tenter de percer les mystères de ce meurtre pour lui incompréhensible, Abe va trouver Igor dans une boîte à filles, endroit « où il n'a jamais mis les pieds auparavant ». Igor lui apprend que Josh était l'ami de Jill une prostituée dont il lui donne l'adresse. Abe va commencer à payer fort cher et à plusieurs reprises les services de Jill, ce qui l'oblige à demander des avances à son frère et de solliciter sa mère. Mais Abe se met en tête de sauver Jill, qui ne l'entend pas de cette oreille et le lui fait comprendre par deux fois, en le faisant corriger puis chasser par son garde du corps. Mais, poussé par un acharnement irrésistible, Abe s'entête, persuadé contre toute évidence que, en réalité Jill veut être sauvée. Toujours par l'intermédiaire d'Igor qui, sans doute, le payera cher, il parvient à s'approcher du patron pour lui demander de libérer Jill, mais le patron ne le prend pas au sérieux, lui dit que Jill n'est pas à vendre. Abe sort alors un revolver. Les choses se gâtent vraiment: Abe est facilement maîtrisé, le patron charge ses hommes de main de le frapper « à mort » et de le jeter dans un coin. Abe reprend connaissance et pleure ou rit de lui.

## Fiche technique
- Titre original : I Am Josh Polonski's Brother
- Réalisation : Raphaël Nadjari
- Scénario : Raphaël Nadjari
- Directeur de la photographie : Laurent Brunet
- Son : Nicolas Mazet
- Musique: Jean-Pierre Sluys, Vincent Segal
- Décors : Sean Foley
- Langue : anglais
- Montage : Tom Donahue
- Producteurs : Caroline Bonmarchand, Geoffroy Grison, Francesca Feder, Jocelyne Soubiran, Julie Paratian, Thomas Randon
- Pays de production :  France,  États-Unis
- Genre : drame
- Durée : 80 minutes
- Date de sortie :
  - France : 6 juin 2001

## Distribution
- Richard Edson : Abe Polonski
- Jeff Ware : Ben Polonski
- Meg Hartig : Jill
- Arnold Barkus : Josh Polonski
- Ivan Martin : Igor
- Etta Barkus : La mère

## Commentaires autour du film
Le nom de la famille est un hommage de Raphaël Nadjari à Abraham Polonsky, et aux films hollywoodiens de série B des années 1930 et 1940.
Sans script préalable, tourné en deux périodes, l'une en décembre 1999, l'autre en avril 2000, le film a été entièrement réalisé en Super 8, essentiellement dans le Lower East Side, le quartier juif de Manhattan. Il bénéficia d'ailleurs du soutien de Kodak qui voulait démontrer par ce film que le Super 8, lancé par lui en 1965, avait encore de belles années à vivre, malgré la montée de la prise de vue numérique, plus précisément avec une pellicule 200 T : « une pellicule de surveillance de centrale atomique. Sa couleur d'aujourd'hui ressemble à ce qu'a dû être le 16 mm dans les années 60. On y retrouve une certaine nostalgie.». L'esthétique qui en découle (images floues, gros grain, manque de lumière), contribue à conférer au film une impression d'authenticité le rapprochant du genre du film documentaire d'un New York en constante transition. En effet, cinq ans plus tard à peine, Orchard Street est désormais vide et cet incessant trafic que Raphaël Nadjari a filmé a brusquement disparu.

## Distinctions
Le film a été présenté en première au Festival international du film de Berlin 2001.